# 尊徳記念館
尊徳記念館（そんとくきねんかん）は、神奈川県小田原市栢山に所在する教育施設。

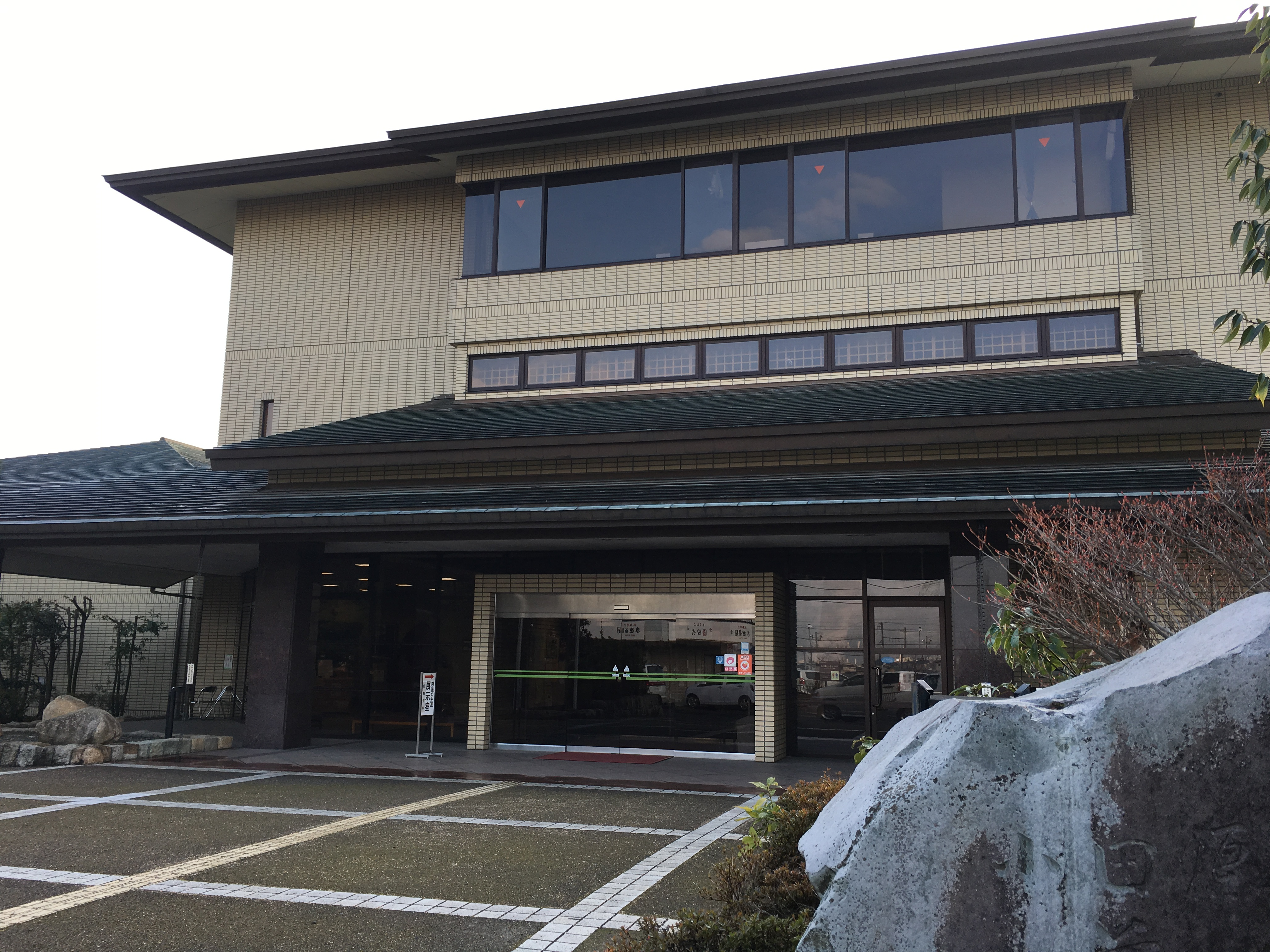
尊徳記念館

## 概要
1955年（昭和30年）に二宮尊徳生家跡に隣接して建設された。収容人数300人の本館、収容人数70人の宿舎、食堂を備え、一般社会教育の場として使われた。1965年（昭和40年）には二宮尊徳の遺品や資料が展示された尊徳遺品陳列館も建設された。
現在の記念館は、1988年（昭和63年）、おだわら21世紀プランの一つである二宮尊徳生誕200年祭の一環として、旧尊徳記念館及び尊徳遺品陳列館に代えて建設された。地下1階、地上3階建てであり、尊徳の生涯・事業についての資料や遺品、講堂や宿泊施設、図書室など学習や社会教育の施設である。
宿泊施設としては和室6室、全50人収容でき、食堂や浴室等の設備もあり、図書室には6300冊、尊徳関係の書籍は450冊ほど所蔵されている。展示室にはアニメーションやジオラマで尊徳の一生を再現し、彼の活躍ぶりが紹介されている。

## 二宮尊徳生家

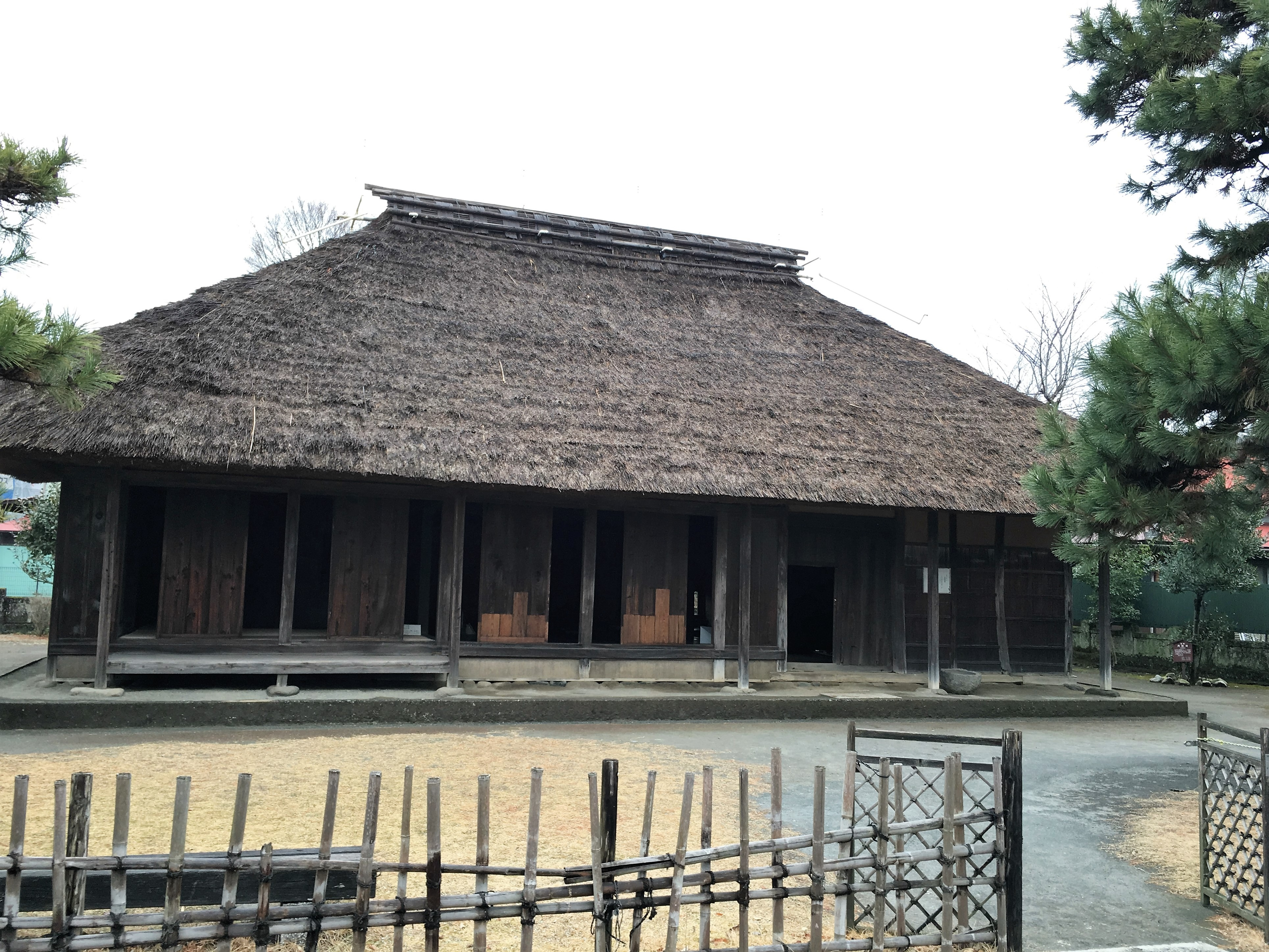
二宮尊徳生家

二宮尊徳が生まれ、少年時代を過ごした家屋である。彼が16歳の時に売り払われ人手に渡ったが、1957年（昭和35年）に尊徳記念館建設第2期事業として尊徳記念館建設期成会が復元し、市に寄贈した。昭和38年に神奈川県指定重要文化財に指定されている。
この住宅は寄棟造、茅葺で、尊徳の祖父が分家した寛保2年（1742年）頃の建築と推定される。間取りは「広間型三間取り」である。これは、土間に接して囲炉裏のある広間を設け、その上手（かみて）は表側に座敷、裏手に寝室を設けるもので、当時の農家の間取りの典型である。
江戸時代中期における足柄平野の中流農家の住宅の典型とされている。

## 交通
最寄駅は小田急小田原線富水駅及び栢山駅。